# Tornado em Sumaré e na região de Campinas em 2001
O tornado em Sumaré e na região de Campinas em 2001 ocorreu em 04 de maio de 2001 e fez com que o município brasileiro de Sumaré entrasse em estado de emergência. Foi classificado como um tornado F3 na Escala Fujita e atingiu várias cidades da região de Campinas. 

## Em Sumaré
Em Sumaré, o prefeito Dirceu Dalben (PPS) convocou os funcionários públicos a ajudar na limpeza das ruas e recuperação do município.
O forte temporal, que teve ventos de até 300 km/h e durou cinco minutos, arrancou árvores, derrubou postes, destelhou casas, levantou calçadas e deixou grande parte da cidade sem energia elétrica. A Defesa Civil e o Corpo de Bombeiros ainda não confirmaram o número total de feridos até os dias de hoje.
O fenômeno foi provocado pelo encontro de uma frente fria com o calor da região nos últimos dias. Entre os municípios atingidos estão, além de Sumaré: Americana, Paulínia, Itatiba, Campinas e Santa Bárbara D'Oeste.
Na manhã do dia seguinte, a cidade ainda sofria com as consequências do tornado. O abastecimento de energia elétrica não foi restabelecido completamente, comprometendo ainda a distribuição de água. Os telefones públicos não funcionaram durante a manhã e os serviços de comunicação estavam seriamente afetados.
Dos 150 desabrigados, apenas quatro famílias ainda não puderam voltar para suas casas, que foram destruídas pelos fortes ventos de até 300 km/h.
O prefeito disse contar também com a iniciativa privada e com doações de materiais de construção, além do fornecimento de mão-de-obra, para que os trabalhos de recuperação do município fossem agilizados.
O tornado atingiu uma área de 40 quilômetros. A cidade de Sumaré estava no caminho e foi a mais atingida. O vento retorceu torres de retransmissão de energia, destelhou indústrias, casas e arrancou pelo menos quatro mil árvores.
“Para que haja esse tipo de dano nas estruturas, como quebrar postes e entortar torres de transmissão, a velocidade do vento deve ter sido de aproximadamente 300 km/h”, avalia o pesquisador Hilton Silveira, da Unicamp.

## Em cidades vizinhas
O temporal, que começou por volta das 16h em Piracicaba, passou por sete cidades e chegou a Campinas por volta das 17h e durou até as 19h.
Em Campinas, uma agência do Banco Real foi parcialmente destruída. Bairros das zonas leste e norte da cidade ficaram sem energia até as 22h30.
Um engavetamento no km 76 da rodovia Santos Dumont com três carros causou congestionamento no início da noite. Não houve feridos. Os ventos também derrubaram o alambrado da Penitenciária 2, em Hortolândia.
Em Americana, a chuva durou 15 minutos e uma casa foi atingida por uma árvore no bairro Nova Americana. Não houve feridos.